# CG(X) (крейсер)
Программа CG(X), также известная, как Программа по созданию крейсера следующего поколения, являлась программой ВМС США по замене 22 крейсеров типа «Тикондерога» после 2017 года. Первоначально планировалась постройка 18—19 кораблей, основывавшихся на проекте 13150-тонного эскадренного миноносца класса «Замволт», но по мере обеспечения ПРО и территориальной ПВО, в 2010 году программа была отменена. В Четырёхлетнем прогнозе Министерства обороны США (англ. Quadrennial Defense Review) задачи ПРО и ПВО будут возложены на модернизированные эскадренные миноносцы типа «Арли Бёрк». Такое решение было принято после того, как командование военно-морскими силами США пришло к выводу, что корабли могут пользоваться данными, получаемыми с внешних датчиков и сенсоров космического базирования и, следовательно, не нуждаются в радаре большем, чем могут нести эсминцы УРО этого типа.

## История разработки
В начале 1990-х годов вооружённые силы США искали противодействие новым угрозам, создавшимся по окончании Холодной войны и способы «вписаться» в откорректированные бюджетные ассигнования. Ответом ВМС США стала «Программа создания надводного боевого корабля XXI века» (англ. Surface Combatant for the 21st Century) (SC-21). Она предусматривала постройку эсминца, которому присваивалось обозначение DD-21, а также крейсера, пока известного под шифром CG-21. Сокращения бюджетного финансирования, произошедшие в ноябре 2001 года привели к тому, что программа SC-21 трансформировалась в менее амбициозную «Программу по созданию надводного боевого корабля будущего». Эсминец DD-21 был переименован в DD(X); его строительство должно вскоре начаться в качестве эскадренного миноносца класса «Замволт». К апрелю 2002 года проект DD(X) должен был стать основой для целого семейства боевых надводных кораблей, в которое должен войти и крейсер CG(X), как преемник крейсера CG-21. Срок службы крейсеров «Тикондерога», составляющий 35 лет истечет между 2021 и 2029 годами, хотя они могут быть модернизированы; в таком случае срок их службы будет продлен до 40 лет.
Тем не менее в 2010 году программа проектирования крейсеров нового поколения была отменена в рамках Quadrennial Defense Review Флот США пришёл к выводу, что размеры и возможности эсминцев типа «Арли Берк» серии Flight III вполне достаточны, чтобы эти серийные корабли взяли на себя предполагаемые функции крейсеров по противоракетной защите.

## Конструкция
Крейсера типа CG(X) могли стать также самыми крупными кораблями класса эсминец — крейсер УРО за последние 40 лет.
Конструктивно, согласно рисункам, представленным общественности компаниями-разработчиками, крейсер CG(X) представлял собой классическое монокорпусное судно.

## Вооружение крейсеров
Установка вертикального пуска на 200 ячеек противобаллистических зенитных ракет KEI (Kinetic Energy Interceptor). Ракеты предполагалось расположить в счетверённых ячейках УВП.
Длина каждой ракета KEI — 11,7 м, диаметр — 1 м.

## Планы по строительству
Всего планировалось построить 19 крейсеров УРО типа CG(X).
| Название | Номер | Верфь | Порт базирования | Заказан к постройке (план) | Принят на вооружение (план) | Выведен из состава флота (план) |  |
| -------- | ----- | ----- | ---------------- | -------------------------- | --------------------------- | ------------------------------- |  |
| 1        | CG-74 |       |                  | 2011                       | 2017                        | 2052                            |  |
| 2        | CG-75 |       |                  | 2013                       | 2019                        | 2054                            |  |
| 3        | CG-76 |       |                  | 2014                       | 2020                        | 2055                            |  |
| 4        | CG-77 |       |                  | 2015                       | 2021                        | 2056                            |  |
| 5        | CG-78 |       |                  | 2015                       | 2021                        | 2056                            |  |
| 6        | CG-79 |       |                  | 2016                       | 2022                        | 2057                            |  |
| 7        | CG-80 |       |                  | 2017                       | 2023                        | 2058                            |  |
| 8        | CG-81 |       |                  | 2017                       | 2023                        | 2058                            |  |
| 9        | CG-82 |       |                  | 2018                       | 2024                        | 2059                            |  |
| 10       | CG-83 |       |                  | 2018                       | 2024                        | 2059                            |  |
| 11       | CG-84 |       |                  | 2019                       | 2025                        | 2060                            |  |
| 12       | CG-85 |       |                  | 2019                       | 2025                        | 2060                            |  |
| 13       | CG-86 |       |                  | 2020                       | 2026                        | 2061                            |  |
| 14       | CG-87 |       |                  | 2020                       | 2026                        | 2061                            |  |
| 15       | CG-88 |       |                  | 2021                       | 2027                        | 2062                            |  |
| 16       | CG-89 |       |                  | 2021                       | 2027                        | 2062                            |  |
| 17       | CG-90 |       |                  | 2022                       | 2028                        | 2063                            |  |
| 18       | CG-91 |       |                  | 2022                       | 2028                        | 2063                            |  |
| 19       | CG-92 |       |                  | 2023                       | 2029                        | 2064                            |  |